# Biantomma
Biantomma is een geslacht van hooiwagens uit de familie Biantidae.
De wetenschappelijke naam Biantomma is voor het eerst geldig gepubliceerd door Roewer in 1942. 

## Soorten
Biantomma is monotypisch en omvat slechts de volgende soort:
- Biantomma nigrospinosum